# Valentina Kamenek-Vinogradova
Valentina Alekseyevna Kamenyok-Vinogradova (em russo:  Валентина Алексеевна Каменёк-Виноградова; Moscou, 17 de maio de 1943) é uma ex-jogadora de voleibol da Rússia que competiu pela União Soviética nos Jogos Olímpicos de 1964 e 1968.
Em 1964, ela fez parte da equipe soviética que conquistou a medalha de prata no torneio olímpico, no qual atuou em cinco partidas. Quatro anos depois, ela participou de cinco jogos e ganhou a medalha de ouro com o conjunto soviético no campeonato olímpico de 1968.